# Barbora Balážová
Barbora Balážová (Topoľčany, 18 de marzo de 1992) es una jugadora de tenis de mesa eslovaca.
Compitió en los Juegos Olímpicos de Río de Janeiro 2016.

## Palmarés internacional
| Campeonato Europeo | Campeonato Europeo | Campeonato Europeo | Campeonato Europeo |
| Año                | Lugar              | Medalla            | Prueba             |
| ------------------ | ------------------ | ------------------ | ------------------ |
| 2013               | Buzău              | Medalla de plata   | Dobles mixto       |
| 2020               | Varsovia           | Medalla de plata   | Dobles mixto       |
| 2022               | Múnich             | Medalla de bronce  | Dobles mixto       |